# Арт-терапия
Арт-терапи́я (от англ. art — «искусство» + терапия) — направление в психотерапии и психологической коррекции, основанное на применении для терапии искусства и творчества. В узком смысле слова под арт-терапией обычно подразумевается терапия изобразительным творчеством, имеющая целью воздействие на психоэмоциональное состояние пациента.

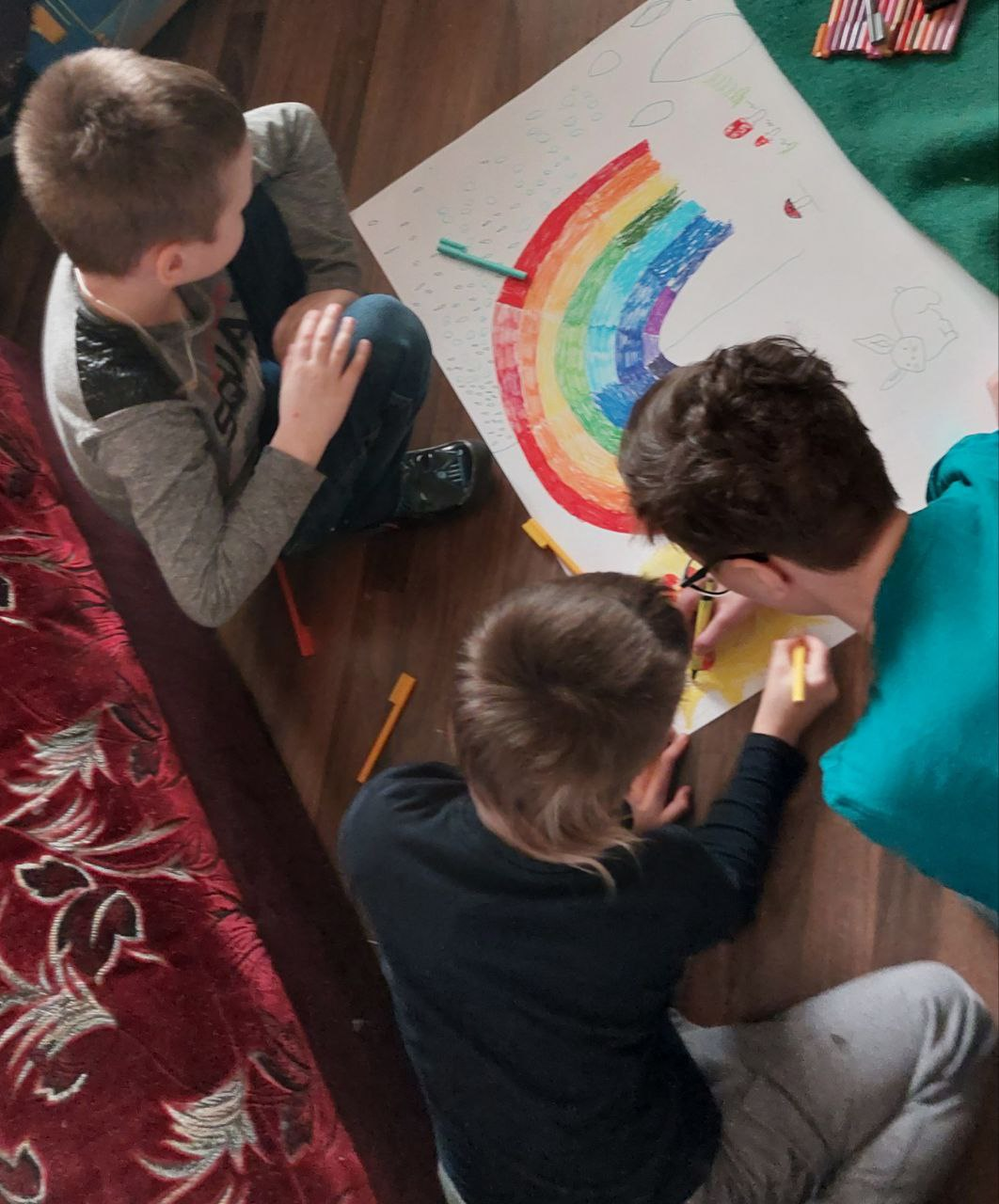
Арт-терапия с детьми

Главная цель арт-терапии состоит в гармонизации психического состояния через развитие способности самовыражения и самопознания. Ценность применения искусства в терапевтических целях состоит в том, что с его помощью можно на символическом уровне выразить и исследовать самые разные чувства и эмоции: любовь, ненависть, обиду, злость, страх, радость и т. д. Методика арт-терапии базируется на убеждении, что содержания внутреннего «Я» человека отражаются в зрительных образах всякий раз, когда он рисует, пишет картину, лепит скульптуру или даже жонглирует, в ходе чего происходит гармонизация состояния психики.
С точки зрения психоанализа, основным механизмом арт-терапии является сублимация.

## История возникновения

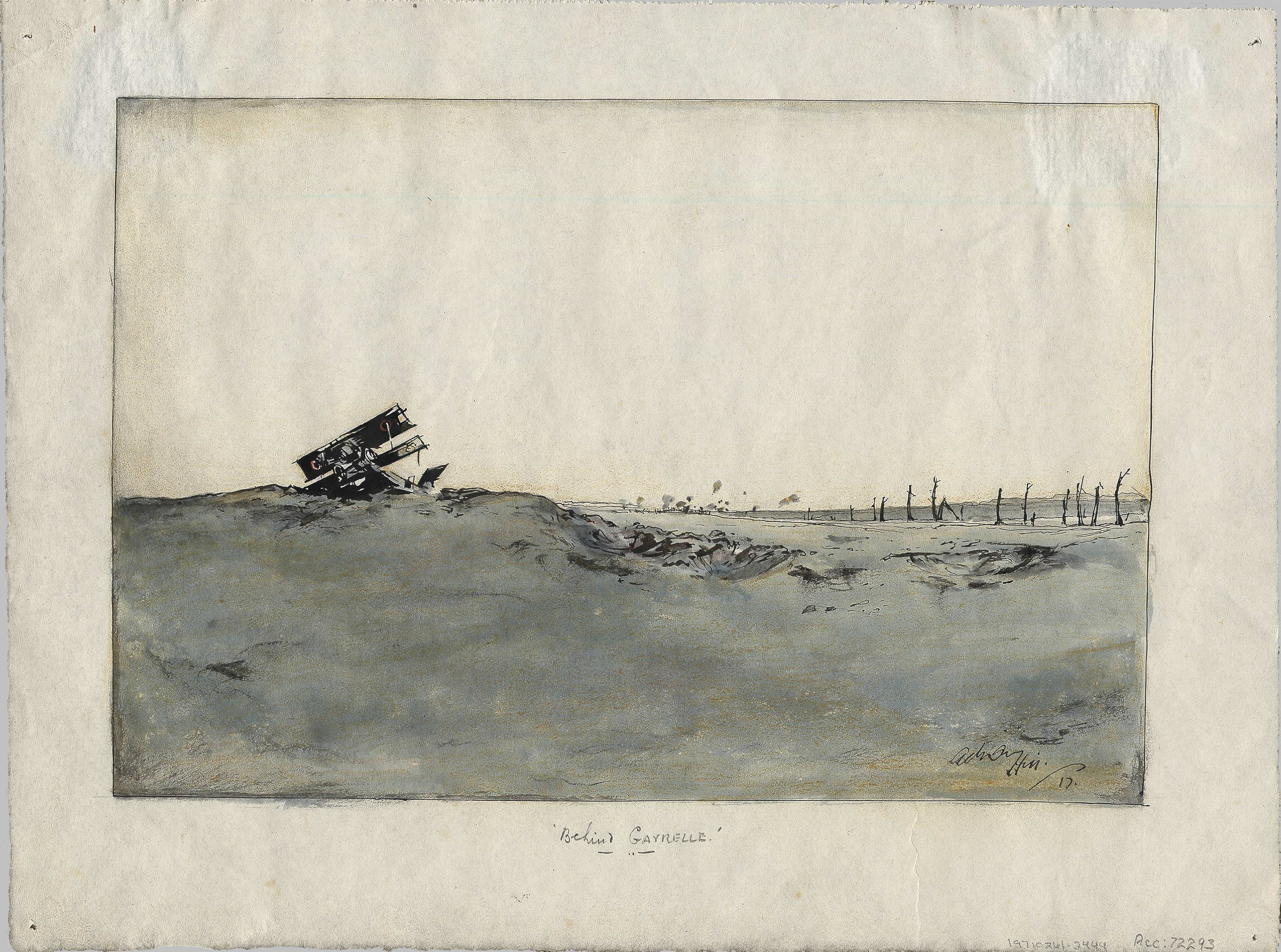
Adrian Hill — «Behind Gavrelle», 1917

Термин «арт-терапия» (буквально: лечение искусством) ввёл в употребление художник Адриан Хилл в 1938 году при описании своей работы с туберкулезными больными в санаториях. Эти методы были применены в США в работе с детьми, вывезенными из нацистских лагерей во время Второй мировой войны. В начале своего развития арт-терапия отражала психоаналитические взгляды З. Фрейда и К. Г. Юнга, по которым конечный продукт художественной деятельности клиента (будь то рисунок, скульптура, инсталляция) выражает его неосознаваемые психические процессы. В 1969 г. в Америке была создана Американская арт-терапевтическая ассоциация.

## Виды арт-терапии
1. Арт-терапия в узком смысле слова — рисуночная терапия (изотерапия), основанная на изобразительном искусстве. Популярна для психологической коррекции невротических и психосоматических нарушений среди детей и подростков со сложностями в обучении и социальной адаптации. Выражает эмоциональное состояние рисующего.
2. Библиотерапия (в том числе сказкотерапия) — литературное сочинение и творческое прочтение литературных произведений.
3. Музыкотерапия
4. Драматерапия
5. Танцевальная терапия
6. Куклотерапия[3]
7. Песочная терапия
8. Скульптуротерапия
9. Фототерапия[4]
10. Игровая терапия[5]
11. Traumacore
12. Писательская терапия

## Показания для проведения арт-терапии
Трудности эмоционального развития, стресс, депрессия, сниженное настроение, эмоциональная неустойчивость, импульсивность эмоциональных реакций, переживание эмоционального отвержения другими людьми, чувство одиночества, межличностные конфликты, неудовлетворённость семейными отношениями, повышенная тревожность, страхи, фобии, негативная «Я-концепция», низкая самооценка.

## Задачи арт-терапии
Согласно К. Рудестаму, задачи арт-терапии:
1. Дать социально приемлемый выход агрессии и другим негативным чувствам.
2. Облегчить процесс лечения (психотерапии) в качестве вспомогательного метода.
3. Получить материал для психодиагностики.
4. Проработать подавленные мысли и чувства.
5. Установить контакт с клиентом.
6. Развить самоконтроль.
7. Сконцентрировать внимание на ощущениях и чувствах.
8. Развить творческие способности и повысить самооценку.